# 栗山站
栗山站（英語：Chestnut Hill station）是马萨诸塞州波士顿轻轨绿线D支线车站。车站位于牛顿市栗树山社区，距离马萨诸塞州9号公路与哈蒙德街路口及栗山购物中心约两个街区距离。栗山站拥有两个测试站台，并非无障碍车站。

## 历史

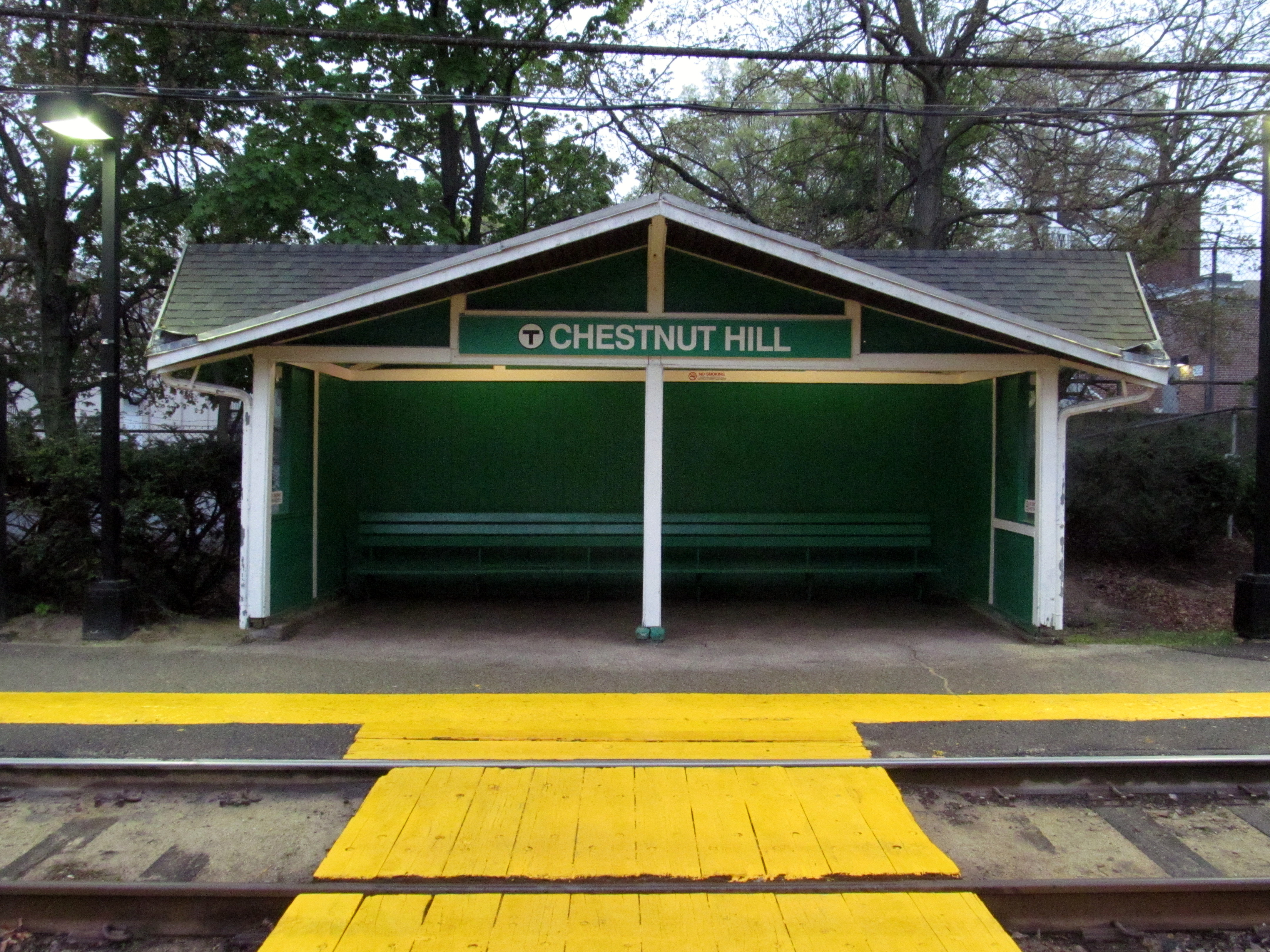
栗山站候车棚

1852年，通勤铁路高地客运线在栗山社区设置栗山站。1957年6月，马萨诸塞州立法机构通过法案批准大都会交通署收购几乎破产的紐約中央鐵路公司，并将铁路改造成轻轨。高地客运线于1958年5月31日停运。整条高低客运线被改造成轻轨, 并于1959年7月4日重新开通。轻轨化改造过程中，原来的石头候车室被拆除，由新的木制候车棚替代。

## 车站结构
| G 街道/站台层 | 侧式站台，右侧开门 | 侧式站台，右侧开门  |
| G 街道/站台层 | 出城               | 往河滨 （牛顿中心） |
| G 街道/站台层 | 入城               | 往政府中心 （水库） |
| G 街道/站台层 | 侧式站台，右侧开门 |                     |